# مروان عیسی
مروان عبدالکریم علی عیسی (۱۹۶۵ – ۱۰ مارس ۲۰۲۴) شبه‌نظامی فلسطینی و معاون فرمانده شاخه نظامی حماس، گردان‌های عزالدین قسام بود.
عیسی در سال ۱۹۶۵ در اردوگاه پناهندگان بریج در نوار غزه به دنیا آمد. او در دانشگاه اسلامی غزه تحصیل کرد و برای باشگاه بسکتبال خدمات البوریج، بازی کرد. فعالیت ورزشی او پس از دستگیری او در سال ۱۹۸۷ در جریان انتفاضه اول علیه اشغال اسرائیل، به دلیل همکاری با حماس، پایان یافت. او بعداً از سال ۱۹۹۷ تا ۲۰۰۰ توسط تشکیلات خودگردان فلسطین بازداشت و پس از انتفاضه دوم، آزاد شد. پسر بزرگ عیسی، در سال ۲۰۰۹، در ۹ سالگی، پس از اینکه از ورود او از نوار غزه، برای درمان پزشکی در مصر، جلوگیری شد، درگذشت. پسر دیگرش نیز در سال ۲۰۲۳، در حمله هوایی اسرائیل، در غزه کشته شد.
او فرمانده گردان‌های قسام در اردوگاه‌های آوارگان در مرکز نوار غزه شد و نقش محوری در توسعه سیستم‌های نظامی آن داشت و به محمد ضیف گزارش می‌داد. وی در سال ۲۰۱۹ و ۲۰۲۳ به ترتیب در فهرست نظارت بر تروریسم آمریکا و اتحادیه اروپا قرار گرفت. عیسی نقش بسزایی در برنامه‌ریزی حمله ۷ اکتبر به رهبری حماس به اسرائیل داشت. در ۱۷ مارس ۲۰۲۴، گزارش‌های رسانه‌ای مبنی بر کشته شدن وی در حمله هوایی اسرائیل در جریان جنگ غزه منتشر شد.